# Anomis scitipennis
Anomis scitipennis là một loài bướm đêm thuộc họ Erebidae. Loài này có ở bán đảo Mã Lai, Sumatra, Borneo, Thái Lan, Sulawesi và New Guinea.

## Hình ảnh

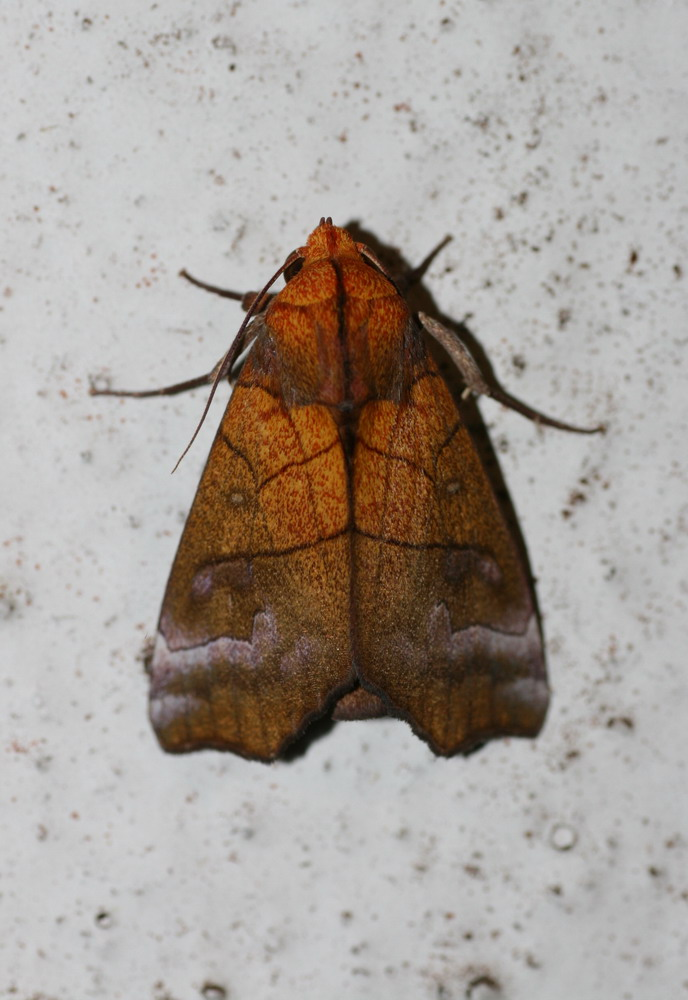